# Dōbutsu Sentai Zyuohger
Dōbutsu Sentai Zyuohger (動物戦隊ジュウオウジャー Dōbutsu Sentai Jūōjā?) (traducido como Escuadrón Animal Zyuohger) es el título de la 40.ª temporada de la franquicia Super Sentai Series, producida por Toei Company y emitida en TV Asahi del 14 de febrero de 2016 al 5 de febrero de 2017, constando de 48 episodios. Celebra tanto el ser la edición número 40 como el 15.º aniversario de Hyakujū Sentai Gaoranger con una temática similar de animales. Esta es la cuarta serie de Super Sentai en incluir una temática basada en animales siendo Chōjū Sentai Liveman, Gaoranger y Jūken Sentai Gekiranger las series que anteriormente tocaron dicho tema.
También la serie celebró el logro histórico dentro de la franquicia al haber alcanzado los 2000 episodios de Super Sentai con un especial de dos episodios realizado con el reparto de la serie de aniversario anterior Kaizoku Sentai Gokaiger.

## Argumento
Yamato Kazakiri (風切 大和 Kazakiri Yamato) descubre que su cubo de la suerte es en realidad una llave para entrar a Zyuland, un mundo en donde habitan los Zyumans (ジューマン Jūman)  animales que pueden hablar y actuar como humanos, pero conservan sus instintos salvajes. Sin embargo; también es el día en que la raza de extraterrestres Deathgaliens (デスガリアンDesugarian), proclaman la Tierra como el escenario del aniversario número 100 del Blood Game (ブラッドゲーム Buraddo Gēmu), una competencia del cual los jugadores deben causar mucho caos, dolor y desgracia al planeta y a sus habitantes con el fin de entretener a su líder. Yamato se hace amigo de Sela (セラ Sera) la competitiva humana-tiburón, el considerado Leo (レオ Reo), un humano-león, el serio Tusk (タスク Tasuku) un humano-elefante y la dulce Amu ( アム ), una humana-tigre. Los cinco quedan atrapados en el mundo humano ya que los Deathgaliens destruyen la puerta hacia Zyuland, pero pronto descubren que los cubos son en realidad los Símbolos del Campeón transformándolos en los Zyuohger con la misión de derrotar a los Deathgaliens mientras interactúan con los humanos.

## Personajes

### Zyuohger
Los Zyuohger son un grupo de cuatro humanoides con rasgos y comportamientos animales que conocen a un humano cuando este descubre la entrada secreta a su mundo. Gracias a su Zyuman Power (ジューマンパワー  Jūman Pawā?) son capaces de adoptar apariencias completamente humanas y hacerse pasar como personas totalmente normales mientras aprende a adaptarse a la vida en la tierra.
- Yamato Kazakiri (風切 大和 Kazakiri Yamato?)/Zyuoh Eagle (ジュウオウイーグル  Jūō Īguru?): Su color es el rojo. Es un joven zoólogo que cuando era niño ayudó a un misterioso hombre-pájaro, quién como agradecimiento le obsequió un extraño cubo. Es una persona de fuerte voluntad que una vez se decide a hacer algo, no cambiará de opinión. Su respeto por la vida y la naturaleza lo llevan eventualmente a adquirir los poderes de Zyuoh Gorilla (ジュウオウゴリラ  Jūō Gorira?) y Zyuoh Whale (ジュウオウホエール  Jūō Hoēru?). Tiene la habilidad de poder ver con precisión a grandes distancias como lo hace un águila[4]
- Sela (セラ Sera?)/Zyuoh Shark (ジュウオウシャーク  Jūō Shāku?): Su color es el azul. Es una Zyuman tiburón experta en artes marciales que no acostumbra mostrar sus debilidades, suele actuar como una persona madura y centrada, odia que la subestimen por el hecho de ser una chica ya que considera que es tan fuerte como cualquier hombre. Posee un sentido del oído extremadamente agudo[5]
- Leo (レオ Reo?)/Zyuoh Lion (ジュウオウライオン  Jūō Raion?): Su color es el amarillo. Es un Zyuman león usualmente calmado y relajado, pero cuando se enoja se pone de muy mal humor, tiene un gran número de hermanos pequeños lo cual le lleva a tener cierta inclinación a proteger a los que son más débiles que él. Cuando se emociona suele elevar el tono de su voz a niveles muy fuertes[6]
- Tusk (タスク Tasuku?)/Zyuoh Elephant (ジュウオウエレファント  Jūō Erefanto?): Su color es el verde. Es un Zyuman elefante y el más inteligente del grupo. Aunque a simple vista pueda parecer frío y serio es en realidad un tipo amable y curioso que disfruta aprender nuevas cosas. Su sentido del olfato está tan desarrollado que cualquier olor desagradable es suficiente para marearlo y dejarlo inconsciente[7]
- Amu (アム Amu?)/Zyuoh Tiger (ジュウオウタイガー  Jūō Taigā?): Su color es el blanco. Es una Zyuman tigresa que es mucho más que una cara bonita. Es sagaz y sabe sacar provecho de las situaciones por muy desfavorables que sean, tiene un fuerte sentido del gusto y disfruta de la actividad humana de las compras. Al no tener dinero de la Tierra o un medio para obtenerlo, ella generalmente hace que Yamato pague por las cosas que obtiene mientras compra, para consternación de Yamato.[8]
- Misao Mondo (門藤 操 Mondō Misao?)/Zyuoh The World (ジュウオウザワールド  Jūō Za Wārudo?): Su color es el negro de rinoceronte, plateado de lobo y dorado de cocodrilo. Es un humano que fue secuestrado por los Deathgaliens y obligado a fusionarse con los espíritus de tres Zyuman. aunque inicialmente se presenta como un enemigo de los Zyuohger se libera del control impuesto por los Deathgaliens y se une a los Zyuohger. Es tímido e inseguro de sí mismo y se deprime con facilidad, pero con la ayuda de sus amigos aprende a sobreponerse a la adversidad. Gracias a que alberga los espíritus de tres Zyuman adquiere la habilidad de sentir cuánta maldad hay en un objeto a través del tacto[9]

### Aliados
- Bud (バド  Bado?): también conocido como el Hombre pájaro (鳥男  Tori Otoko?). Es un Zyuman-pájaro que conoció Yamato cuando era niño y le dio su Símbolo del Campeón. Aunque odia Zyuland y todo lo relacionado con ella siempre intenta proteger a Yamato a toda costa. Eventualmente adquiere la habilidad de transformarse en Zyuoh Bird (ジュウオウバード  Jūō Bādo?)[10]
- Mario Mori (森 真理夫  Mori Mario?): Es el tío materno de Yamato. Es un excéntrico artista que suele disfrazarse e imitar a los animales para encontrar inspiración para sus esculturas[11]
- Larry (ラリー  Rarī?): Es un Zyuman-gorila que viajó al mundo de los humanos para estudiar su comportamiento. Viendo la determinación de Yamato por salvar a sus amigos decide cederle su Zyuman Power (ジューマンパワー  Jūman Pawā?) para transformarlo en Zyuoh Gorilla (ジュウオウゴリラ  Jūō Gorira?)
- Cetus (ケタス  Ketasu?): El primer Zyuohger en existir, fue un antiguo Zyuman-ballena que creó los Símbolos del Campeón cuando se vio obligado a luchar contra un enemigo que amenazaba la tierra. Gracias al poder de la tierra se convirtió en el primer Zyuoh Whale (ジュウオウホエール  Jūō Hoēru?)

### Arsenal
- Zyuoh Changer (ュウオウチェンジャー Jūō Chenjā?): Es el dispositivo de comunicación y transformación de los Zyuohger. inspirado en el Cubo de Rubik se activa con el comando ¡Wild Instinct, Awaken (本能覚醒 Honnō Kakusei?)
  - Zyuoh Changer Final (ジュウオウチェンジャーファイナル Jūō Chenjā Fainaru?): Es una variante del Zyuoh Changer que le permite transformarse a Zyuoh Bird
- Zyuoh The Light (ジュウオウザライト Jūō Za Raito?): Es el dispositivo de transformación de Zyuoh The World, con forma de linterna, también le permite cambiar entre sus tres formas
- Whale Change Gun (ホエールチェンジガン Hoēru Chenji Gan?): Es un gran cubo que le permite a Zyuoh Eagle acceder a su forma Zyuoh Whale
- EagRiser (イーグライザー Īguraizā?): Es el arma personal de Zyuoh Eagle y Zyuoh Bird, es una espada cuya hoja se puede extender a modo de látigo
- Zyuoh The GunRod ((ジュウオウザガンロッド Jūō Za Gan Roddo?): es el arma personal de Zyuoh The World, es una caña de pescar que puede cambiar según la forma que Zyuoh The World asuma; en su forma rinoceronte es un látigo, en su forma lobo es un rifle y en su forma cocodrilo es una vara
- Zyuoh Buster (ジュウオウバスター Jūō Basutā?): Son las armas básicas de los Zyuohger, puede alternar entre el modo espada y el modo pistola

### Mechas
- Zyuoh King (ジュウオウキング Jūō Kingu?): Es la unión de Cube Eagle, Cube Shark Y Cube Lion, esta combinación blande la King Sword y se especializa en ataques cuerpo a cuerpo[12]
  - Cube Eagle (キューブイーグル Kyūbu Īguru?): Es el Zyuoh Cube de Zyuoh Eagle, puede volar y lanzar un rayo láser de la turbina de su espalda[13]
  - Cube Shark (キューブシャーク Kyūbu Shāku?): Es el Zyuoh Cube de Zyuoh Shark, puede desplazarse en el agua y posee una potente mordida[14]
  - Cube Lion (キューブライオン Kyūbu Raion?): Es el Zyuoh Cube de Zyuoh Lion, puede disparar relámpagos desde su boca[15]
- Zyuoh Wild (ジュウオウワイルド Jūō Wairudo?): Es la unión de Cube Gorilla, Cube Elephant Y Cube Tiger, esta combinación está armada con el Wild Cannon y se especializa en ataques a distancia[16]
  - Cube Gorilla (キューブゴリラ Kyūbu Gorira?): Es el Zyuoh Cube de Zyuoh Gorilla, posee un cañón en su hombro que puede usar tanto como arma así como trapecio para balancearse[17]
  - Cube Elephant (キューブエレファント Kyūbu Erefanto?): Es el Zyuoh Cube de Zyuoh Elephant, puede disparar una densa niebla desde su trompa[18]
  - Cube Tiger (キューブタイガー Kyūbu Taigā?): Es el Zyuoh Cube de Zyuoh Tiger, cuenta con un par de garras adicionales que pueden disparar pequeñas ondas de energía[19]
- Wild Zyuoh King (ワイルドジュウオウキング Wairudo Jūō Kingu?): Es la combinación de Zyuoh King y Zyuoh Wild.[20]
- Tōsai Zyuoh (トウサイジュウオウ Tōsai Jūō?): Es la combinación de los Zyuoh Cubes de Zyuoh TheWord[21]
  - Cube Rhinos (ューブライノス Kyūbu Rainosu?): Es el Zyuoh Cube principal de Zyuoh TheWorld, Tiene la forma de un camión de carga y suele transportar los CUbe Wolf y Cube Crocodile[22]
  - Cube Crocodile (キューブクロコダイル Kyūbu Kurokodairu?): Es el segundo Zyuoh Cube de Zyuoh TheWorld, puede atacar con su potente mandíbula así como disparar un rayo de energía desde su boca[23]
  - Cube Wolf (キューブウルフ Kyūbu Urufu?): Es el tercer Zyuoh Cube de Zyuoh TheWorld, puede usar su agilidad y velocidad para atacar al enemigo, también puede lanzar bolas de fuego desde su boca.[24]
- Wild Tōsai King (ワイルドトウサイウキング Wairudo Tōsai Kingu?): Es la combinación de Wild Zyuo King y Tōsai Zyuoh.[25]
- Cube Whale (キューブホエール Kyūbu Hoēru?): Es el Zyuoh Cube de Zyuoh Whale y el más poderoso de todos, Estuvo dormido durante siglos hasta que los Zyuohgers lograron despertarlo. Está armado con dos torpedos y puede dar potentes coletazos al enemigo.[26]
  - DodekaiOh (ドデカイオー Dodekai Ō?): Es la forma humanoide de Zyuoh Whale.[27]
- Cube Kirin (キューブキリン Kyūbu Kirin?): Es un Zyuoh Cube auxiliar con la forma de una jirafa que puede usarse como bazuca[28]
- Cube Mogura (キューブモグラ Kyūbu Mogura?): Es un Zyuoh Cube auxiliar con la forma de un topo que puede usarse como taladro[29]
- Cube Kuma (キューブクマ Kyūbu Kuma?): Es un Zyuoh Cube auxiliar con la forma de un oso que puede usarse como hacha[30]
- Cube Komori (キューブコウモリ Kyūbu Kōmori?): Es un Zyuoh Cube auxiliar con la forma de un murciélago que puede usarse como búmeran[31]
- Cube Octopus (キューブオクトパス Kyūbu Okutopasu?): Es un Zyuoh Cube auxiliar con la forma de un pulpo que puede formar una hélice y permitirle volar a Zyuoh King.[32]
- Wild Tōsai Dodeka King (ワイルドトウサイドデカキング Wairudo Tōsai Dodeka Kingu?): Es la combinación de Wild Zyuoh King, Tosai Zyuoh y DodekaiOh.[33]

### Deathgaliens
Los Deathgaliens (デスガリアン Desugarian?) son una raza de extraterrestres, dirigidos por Ginis; que viajan por el espacio para escoger un planeta para el Blood Game, una competencia en lo cual los jugadores producen caos y desgracia al planeta y sus habitantes hasta destruirlos por completo. La Tierra es el escenario número 100 para el juego. 
- Ginis (ジニス Jinisu?): Llamándose a sí mismo como la criatura más grande y poderosa del universo. Es el líder de los Deathgaliens y dueño de los Blood Games que normalmente se queda en su nave para su proceso de alimentación. El escoge como el ganador de los juegos a quien le divierta o entretenga más por el sufrimiento de otros habitantes del espacio.[34]
- Naria (ナリア Naria?): Es la secretaria de Ginis y por lo general, cuando un Deathgalien es derrotado, ella le da una Continue Medal (コンティニューメダル Kontinyū Medaru?), una medalla Moeba mejorada por las células de Ginis, la cual no solo lo hace volver a la batalla, sino que también lo hace gigante.[35]
- Azald (アザルド Azarudo?): Un Deathgalien inmortal con forma cúbica. Es uno de los líderes de Blood Game y pertenece al equipo de los jugadores que usan la fuerza bruta y la destrucción para hacer sufrir a los habitantes de los planetas.[36]
- Quval (クバル Kubaru?): Un Deathgalien estratega que disfruta hacer sufrir a sus víctimas mentalmente. Es uno de los líderes de Blood Game y pertenece al equipo de los jugadores que usan el engaño y las tácticas para perjudicar psicológicamente a sus adversarios.[37]
- Moebas (メーバ MEBA?): Soldados de infantería con aspectos de amebas que son convocados por medallas Moeba (メーバメダル MEBA Medaru?), monedas de plata creadas por las células de Ginis. Pueden manejar los Triangular (トライアングラー Toraiangurā?), naves voladoras con formas de pirámides.[38]

#### Otros villanos
- Bangray (バングレイ Bangurei?): Es un extraterrestre que viaja por todo el universo en su cacería de mega bestias y animales gigantes. Él llega a la Tierra para capturar a su presa número 100. Tiene la habilidad de leer la mente de sus adversarios y construir imágenes o ilusiones de los personajes de sus mentes, tales como personas muertas o incluso jugadores Deathgaliens destruidos.[39]

## Episodios
1. La bulliciosa tierra de los animales (どきどき動物ランド Dokidoki Dōbutsu Rando?)[40]
2. No subestimeis este planeta (この星をなめるなよ Kono Hoshi o Nameru na yo?)[41]
3. Quiero irme a casa pero no podemos irnos (帰りたいけど帰れない Kaeritai kedo Kaerenai?)[42]
4. Rugido en el ring (リングに吼えろ Ringu ni Hoero?)[43]
5. El campeón de la jungla (ジャングルの王者 Janguru no Ōja?)[44]
6. Un regalo salvaje (ワイルドなプレゼント Wairudo na Purezento?)[45]
7. Go-Go-Go Ghost aparece (ゴゴゴゴーストが出た Gogogo Gōsuto ga Deta?)[46]
8. La melodía de Savanna (サバンナのメロディー Sabanna no Merodī?)[47]
9. El día interminable (終わらない一日 Owaranai Ichinichi?)[48]
10. El juego más peligroso (最も危険なゲーム Mottmo Kiken na Gēmu?)[49]
11. Asamblea animal (動物大集合 Dōbutsu Daishūgō?)[50]
12. El elefante de la nariz corta (はなのみじかいゾウ Hana no Mijikai Zō?)[51]
13. El testigo ocular de la cumbre (山頂の目撃者 Sanchō no Mokugekisha?)[52]
14. El ladrón bobo y mentiroso (ウソつきドロボーおバカ系 Usotsuki Dorobō Obaka-kei?)[53]
15. El aterrador francotirador (戦慄のスナイパ Senritsu no Sunaipā?)[54]
16. Encontrad a los Zyuman (ジューマンをさがせ Jūman o Sagase?)[55]
17. Intrusión Extra Player (エクストラプレイヤー、乱入 Ekusutora Pureiyā, Ran'nyū?)[56]
18. Terror grabado (きざまれた恐怖 Kizamareta Kyōfu?)[57]
19. En quién creer (信じるのは誰 Shinjiru no wa Dare?)[58]
20. El campeón del mundo (世界の王者 Sekai no Ōja?)[59]
21. Prison Break (プリズン・ブレイク Purizun Bureiku?)[60]
22. ¿Despertando? ¿Está mal? (覚醒か？カン違いか？ Kakusei ka? Kanchigai ka??)[61]
23. El cazador de megabestias (巨獣ハンター Kyojū Hantā?)[62]
24. Memoria revivida (よみがえる記憶 Yomigaeru Kioku?)[63]
25. Unhappy Camera (アンハッピー・カメラ Anhappī Kamera?)[64]
26. Quiero proteger el día precioso (大切な日を守りたい Taisetsu na Hi o Mamoritai?)[65]
27. ¿Cual es real? (本物はどっちだ？ Honmono wa Dotchi da??)[66]
28. Los piratas espaciales regresan (帰ってきた宇宙海賊 Kaettekita Uchū Kaizoku?)[67]
29. El campeón de campeones (王者の中の王者 Ōja no Naka no Ōja?)[68]
30. La megabestia legendaria (伝説の巨獣 Densetsu no Kyojū?)[69]
31. Cuando la megabestia se levanta (巨獣立つ時 Kyojū Tatsu Toki?)[70]
32. El lado oscuro del corazón (心は裏表 Kokoro wa Uraomote?)[71]
33. Nekodamashi[Notas 1] y gratitud (猫だましの恩返し Nekodamashi no Ongaeshi?)[72]
34. El cazador de bestias contraataca (巨獣ハンターの逆襲 Kyojū Hantā no Gyakushū?)[73]
35. El último día de los Zyuohger (ジュウオウジャー最後の日 Jūōjā Saigo no Hi?)[74]
36. El príncipe de Halloween (ハロウィンの王子様 Harowin no Ōji-sama?)[75]
37. El campeón de los cielos (天空の王者 Tenkū no Ōja?)[76]
38. Alto en el cielo, alas voladoras (空高く、翼舞う Sora Takaku, Tsubasa Mau?)[77]
39. Calorías y un colgante (カロリーとネックレス Karorī to Nekkuresu?)[78]
40. Estética masculina (男の美学 Otoko no Bigaku?)[79]
41. La primera y la última oportunidad (最初で最後のチャンス Saisho de Saigo no Chansu?)[80]
42. El destino de este planeta (この星の行方 Kono Hoshi no Yukue?)[81]
43. El testigo de la Navidad (クリスマスの目撃者 Kurisumasu no Mokugekisha?)[82]
44. El campeón de la humanidad (人類の王者 Jinrui no Ōja?)[83]
45. El sello roto (解けた封印 Toketa Fūin?)[84]
46. El destructor inmortal (不死身の破壊神 Fujimi no Hakaishin?)[85]
47. El último juego (最後のゲーム Saigo no Gēmu?)[86]
48. La Tierra es nuestro hogar (地球は我が家さ Chikyū wa Waga Ya sa?)[87]

### Películas
- Dōbutsu Sentai Zyuohger the Movie: The Heart Pounding Circus Panic (劇場版 動物戦隊ジュウオウジャー ドキドキ サーカス パニック！  Gekijō-ban Dōbutsu Sentai Juuoujā: Dokidoki Sākasu Panikku!?): Estrenada el 6 de agosto de 2016[88]
- Dōbutsu Sentai Zyuohger vs. Ninninger: Message from the Future from Super Sentai (劇場版 動物戦隊ジュウオウジャーVSニンニンジャー未来からのメッセージfromスーパー戦隊 Gekijō-ban Dōbutsu Sentai Jūōjā tai Ninninjā Mirai kara no Messēji Furomu Sūpā Sentai?): Película crossover de Zyuohger con su serie predecesora Shuriken Sentai Ninninger. Estrenada el 17 de enero de 2017[89]
- Dōbutsu Sentai Zyuohger Returns: Life Received! The Earth's Monarchs' Decisive Battle! (帰ってきた動物戦隊ジュウオウジャー お命頂戴! 地球王者決定戦 Kaettekita Dōbutsu Sentai Jūōjā Oinochi Chōdai! Chikyū Ōja Ketteisen?) ESpecial para video que actúa como epílogo de la serie.  Estrenado el 28 de junio de 2017[90]

## Reparto
- Yamato Kazakiri: Masaki Nakao
- Sela: Miki Yanagi
- Leo: Shōhei Nanba
- Tusk: Tsurugi Watanabe
- Amu: Haruka Tateishi
- Misao Mondo: Naoki Kunishima
- Bud: Kōhei Murakami
- Mario Mori: Susumu Terajima
- Larry : Unshō Ishizuka
- Ginis: Kazuhiko Inōe
- Naria: Minako Kotobuki
- Azald: Jōji Nakata
- Quval: Mitsuo Iwata
- Bangray: Nobutoshi Canna
- Narrador, Voz del equipamiento Zyuohger, Cetus: Chō

## Temas musicales

### Tema de apertura
- Dōbutsu Sentai Zyuohger (動物戦隊ジュウオウジャー Dōbutsu Sentai Jūōjā?)[91]
  - Letra: Shōko Fujibayashi[91]
  - Música: Hideaki Takatori
  - Arreglos: Hiroaki Kagoshima[91]
  - Intérprete: Project.R (Hideaki Takatori[92] y Young Fresh)[91]

### Tema de cierre
- Let's! Zyuoh Dance (レッツ! ジュウオウダンス Rettsu! Jūō Dansu?)[91]
  - Letra: Shōko Fujibayashi[91]
  - Música: Takayoshi Tanimoto[91]
  - Arreglos: Takayoshi Tanimoto[91]
  - Intérprete: Project.R (Yōhei Ōnishi[92] y Young Fresh)[91]